# Фогг, Мечислав
Мечи́слав Фогг (пол. Mieczysław Fogg, настоящее имя — Мечи́слав Фо́гель (Fogiel); 30 мая 1901 — 3 сентября 1990) — польский эстрадный певец, «долгожитель польской эстрады».

## Биография
Родился в 1901 году.
Принимал участие в советско-польской войне, был ранен на фронте.
Как певец дебютировал в 1928, в 1937 году по результатам голосования Польского радио был признан самым популярным певцом. Любимец женщин и долгожитель польской эстрады.
Самая знаменитая песня в его исполнении — танго «To ostatnia niedziela» (1935, музыка Ежи Петерсбурского, слова Зенона Фридвальда), прослывшее «танго самоубийц» из-за чрезвычайно мрачного оригинального текста (русские слова Иосифа Альвека на ту же музыку — «Утомлённое солнце» — переводом не являются).
Во время немецкой оккупации жил в Варшаве. Помогал скрываться знакомым варшавским евреям. В 1944 году принял участие в Варшавском восстании, пел для солдат в госпиталях, на баррикадах, в подполье.
После войны продолжил музыкальную карьеру.
Он продолжал давать концерты почти до своей смерти. За свою 60-летнюю карьеру он дал более 16 000, из них во всех странах Европы, Бразилии, Израиле, Цейлоне, Новой Зеландии, Австралии, Канаде и США.
Умер в 1990 году.

## Награды
В 1952 году президент Польши Болеслав Берут вручил Фоггу Золотой крест Заслуги.
В 1986 году, по случаю 85-летия и к 60-летию творческой деятельности, он был награждён Орденом Заслуг перед Республикой Польша.
25 октября 1989 года израильский Институт Катастрофы и героизма Яд ва-Шем присвоил Мечиславу Фоггу почётное звание Праведник мира. В связи с этим Фогг посетил Иерусалим.